# Aulacophora coffeae
Aulacophora coffeae es un coleóptero de la familia Chrysomelidae.
Fue descrita científicamente por primera vez en 1788 por Hornstedt.